# Lee Hee-joon
Lee Hee-joon (en hangul 이희준) es un actor surcoreano.

## Biografía
Estudió drama en la Universidad Nacional de Artes de Corea (inglés: "Korea National University of Arts").
En agosto del 2015 confirmó que estaba saliendo con la modelo Lee Hye-jung, la pareja registró su matrimonio y el 23 de abril del 2016 realizaron una ceremonia de boda privada en Yongsan, Seúl. En agosto del 2019 la pareja anunció que estaban esperando a su primer bebé.

## Carrera
En julio del 2020 se anunció que estaba en pláticas para unirse al elenco de la película Handsome Guy.
El 3 de mayo de 2021 se unió al elenco principal de la serie Mouse, donde interpretó a Go Moo-chi, un detective duro que no sigue las reglas, cuyos padres fueron asesinados cuando aún era joven y que decide a vengar su asesinato, y está dispuesto a recurrir a cualquier medio necesario para atrapar a los criminales, hasta el final de la serie el 19 de mayo del mismo año.
En noviembre del mismo año se unió al elenco principal de la serie Chimera (previamente conocida como "Chemistry"), donde da vida al doctor Lee Joong-yeob. La serie fue filmada en 2019.

## Filmografía

### Series de televisión
| Año  | Título                       | Papel              | Canal        | Notas                     | Ref.          |
| ---- | ---------------------------- | ------------------ | ------------ | ------------------------- | ------------- |
| 2007 | Que Sera, Sera               |                    | MBC          |                           |               |
| 2008 | Crime Season 2               |                    | Dramax       |                           |               |
| 2010 | An Awful Lot of Coincidences | Número 1           | KBS2         | Drama Special             |               |
| 2010 | Texas Hit                    | Min-seok           | KBS2         | Drama Special             |               |
| 2011 | Perfect Spy                  | Lee Sang-joon      | KBS2         | Drama Special             |               |
| 2011 | Cupid Factory                | Yoo So-joon        | KBS2         | Drama Special             |               |
| 2011 | Identical Criminals          | Jeong Jong-doo     | KBS2         | Drama Special             |               |
| 2011 | The Princess' Man            | Gong Chil-goo      | KBS2         |                           |               |
| 2012 | Swamp Ecology Report         |                    | KBS2         | Drama Special             |               |
| 2012 | Wild Romance                 | Go Jae-hyo         | KBS2         |                           |               |
| 2012 | My Husband Got a Family      | Cheon Jae-yong     | KBS2         |                           |               |
| 2012 | Jeon Woo-chi                 | Kang Rim           | KBS2         |                           |               |
| 2013 | The Queen of Office          | Moo Jeong-han      | KBS2         |                           |               |
| 2014 | Yoo-na's Street              | Kim Chang-man      | JTBC         |                           | [ 9 ]         |
| 2016 | Legend of the Blue Sea       | Jo Nam-doo         | SBS          |                           | [ 10 ]        |
| 2017 | The Last Blossom             | In-cheol           | tvN          |                           |               |
| 2018 | Not Played                   | Jo Seong-wook      | tvN          | Drama Stage               |               |
| 2018 | Mistress                     | Sung-joon          | OCN          |                           |               |
| 2021 | Vincenzo                     | Ladrón             | tvN, Netflix | Ep. 1, aparición especial | [ 11 ]        |
| 2021 | Mouse                        | Det. Go Moo-chi    | tvN          |                           | [ 7 ]         |
| 2021 | Chimera                      | Dr. Lee Joong-yeob | OCN          |                           | [ 12 ]        |
| 2022 | When the Day Breaks          |                    | JTBC         |                           |               |
| 2022 | Detrás de cada estrella      | Él mismo           | tvN          | Aparición especial        | [ 13 ]        |
| 2024 | La paradoja del asesino      | Song Chon          | Netflix      | Serie web                 | [ 14 ] [ 15 ] |
| 2024 | Blood Free                   | Primer ministro    | Disney+      | Serie web                 | [ 16 ] [ 17 ] |
| 2025 | Exploradora del amor         | Peter Kwon         | SBS          | Ep. 1, aparición especial | [ 18 ] [ 19 ] |
| 2025 | Karma                        | Prestamista        | Netflix      | Serie web en ocho ep.     | [ 20 ]        |

### Películas
| Año  | Título                                  | Rol            | Notas         |
| ---- | --------------------------------------- | -------------- | ------------- |
| 2003 | A State of Distrust                     |                |               |
| 2004 | 누가 나를 찾아오는가                    |                |               |
| 2005 | 길 없는                                 |                |               |
| 2005 | The Happy Ending, with Fear             |                |               |
| 2006 | Save Me                                 |                |               |
| 2006 | The Theory & Practice of Graduation     |                |               |
| 2006 | Red Butterfly                           |                |               |
| 2006 | Waiting for Passion                     |                |               |
| 2007 | Secret Sunshine                         |                |               |
| 2007 | Resurrection of the Butterfly           |                |               |
| 2007 | Room of Goldfish                        |                |               |
| 2007 | Bolex Lorelei                           |                |               |
| 2007 | Ko Pil-deok                             |                |               |
| 2008 | Zero-Sum                                |                |               |
| 2009 | The Pit and the Pendulum                | Seong-ik       |               |
| 2009 | A Worse Crime                           |                |               |
| 2009 | I'm in Trouble!                         | Si-hyeong      |               |
| 2009 | Being a Traveler                        |                |               |
| 2010 | The Unjust                              | Detective Nam  |               |
| 2010 | The Yellow Sea                          | Policía Bo-eun |               |
| 2011 | Heartbeat                               | Farmacéutica   |               |
| 2011 | Moby Dick                               | Hyeon-deok     |               |
| 2011 | Quick                                   |                |               |
| 2011 | S.I.U.                                  | Geun-soo       |               |
| 2011 | Communique                              |                |               |
| 2012 | Nameless Gangster: Rules of the Time    | Estudiante #1  |               |
| 2012 | Helpless                                | No Seung-joo   |               |
| 2012 | Runway Cop                              | Kyeong-seok    |               |
| 2013 | Dear Dolphin                            | Kim Hyeok-geun |               |
| 2013 | The Flu                                 | Byeong-gi      |               |
| 2013 | Marriage Blue                           | Dae-bok        | [ 21 ]        |
| 2014 | Sea Fog                                 | Chang-wook     | [ 22 ]        |
| 2015 | SORI: Voice from the Heart              | Jin-ho         | [ 23 ]        |
| 2016 | A Melody to Remember                    | Hook           |               |
| 2016 | Worst Woman                             | Woon-cheol     |               |
| 2016 | Misbehavior                             | Pyo Sang-woo   |               |
| 2017 | A Special Lady                          | Choi Dae-sik   | [ 24 ]        |
| 2017 | 1987: When the Day Comes                | Yoon Sang-sam  | [ 25 ]        |
| 2018 | Drug King                               | Choi Jin-pil   |               |
| 2018 | Miss Baek                               | Jang-sup       | [ 26 ]        |
| 2020 | Oh! My Gran                             | Du-won         |               |
| 2020 | The Man Standing Next                   | Cha Ji-chul    |               |
| 2024 | Cazadores en tierra inhóspita           | Yang Gi-su     | [ 27 ] [ 28 ] |
| 2024 | Handsome Guys                           | Park Sang-goo  | [ 29 ] [ 30 ] |
| 2024 | Bogotá: Tierra de últimas oportunidades | Soo-yeong      | [ 31 ]        |

### Teatro
| Año  | Título                              | Personaje | Notas |
| ---- | ----------------------------------- | --------- | ----- |
| 2018 | With Me Grandfather (나와 할아버지) | -         |       |

## Premios y nominaciones
| Año  | Premio                         | Categoría                           | Trabajo                 | Resultado | Ref.          |
| ---- | ------------------------------ | ----------------------------------- | ----------------------- | --------- | ------------- |
| 2020 | 41.os Premios Blue Dragon Film | Mejor actor de reparto              | The Man Standing Next   | Nominado  | [ 32 ]        |
| 2020 | 29.os Premios Buil Film        | Mejor actor de reparto              | The Man Standing Next   | Ganador   | [ 33 ]        |
| 2020 | 56.os Premios Baeksang Arts    | Mejor actor de reparto (cine)       | The Man Standing Next   | Nominado  | [ 34 ]        |
| 2020 | 25.os Premios Chunsa Film Art  | Mejor actor de reparto              | The Man Standing Next   | Nominado  |               |
| 2021 | 57.os Premios Baeksang Arts    | Mejor actor de reparto              | Mouse                   | Nominado  | [ 35 ] [ 36 ] |
| 2024 | 60.os Premios Baeksang Arts    | Mejor actor de reparto (televisión) | La paradoja del asesino | Nominado  |               |
| 2024 | Premios Blue Dragon Series     | Mejor actor de reparto              | La paradoja del asesino | Nominado  |               |
| 2025 | 61.os Premios Baeksang Arts    | Mejor actor (cine)                  | Handsome Guys           | Pendiente | [ 37 ] [ 38 ] |